# Смирновка (Атяшевский район)
Смирновка — посёлок в Атяшевском районе Мордовии. Входит в состав Сабанчеевского сельского поселения.

## История
Основан в начале 1930-х годов переселенцами из села Сабанчеево. Название связано с фамилией Н. О. Смирнова — организатора колхозного строительства в Атяшевском районе.

## Население
| 2002 | 2010 |
| ---- | ---- |
| 12   | ↘0   |

Национальный состав
Согласно результатам Всероссийской переписи населения 2002 года, в национальной структуре населения русские составляли 33 %, мордва-эрзя — 66 %.